# Bolesław Taborski
Bolesław Taborski (7 de maio de 1927 - Londres, 6 de dezembro de 2010) foi um poeta, estudioso de teatro, tradutor e crítico literário polonês.
Durante o período de ocupação nazista de Varsóvia e Cracóvia, como membro do exército, ele participou na Revolta de Varsóvia. Depois disso, ele foi enviado a um campo de prisioneiros, então, decidiu permanecer no Ocidente.